# برادلي كارنيل
برادلي كارنيل (بالإنجليزية: Bradley Carnell)‏ (مواليد 21 يناير 1977) هو لاعب كرة قدم. يلعب مع منتخب جنوب أفريقيا لكرة القدم. سبق له أن لعب في كأس العالم لكرة القدم مع منتخب بلاده.

## روابط خارجية
- برادلي كارنيل على موقع الاتحاد الدولي (مؤرشف)  (الإنجليزية)
- برادلي كارنيل على موقع قاعدة بيانات كرة القدم.إي يو (الإنجليزية)
- برادلي كارنيل على موقع بيانات كرة القدم. دي إي (الألمانية)
- برادلي كارنيل على موقع ناشيونال فوتبول تيمز (الإنجليزية)
- برادلي كارنيل على موقع Soccerway.com (الإنجليزية)
- برادلي كارنيل على موقع عالم كرة القدم.نت (الإنجليزية)
- برادلي كارنيل على موقع كووورة